# إحسان الكوسي
إحسان الكوسي (مواليد 1900) هي أول امرأة مصرية مسلمة تتخرج من الجامعة الأمريكية في بيروت.

## وقت مبكر من الحياة
ولدت إحسان الكوسي عام 1900 في القصي، وهي مدينة قديمة في وسط مصر بالقرب من النيل. خلال ذلك الوقت، لم يكن تعليم الفتيات شائعًا أو مشجعًا، ومع ذلك، تلقت إحسان تعليمًا واستمرت في دراستها حتى حصلت على درجة الدراسات العليا ثم الدكتوراه في المملكة المتحدة.  كان هذا بسبب حقيقة أن والديها وأجدادها استمروا في تحفيزها، بالإضافة إلى تربيتها بشكل عام محاطة بالكتب.  في الواقع، انتقلت إحسان بعد ذلك إلى لبنان وأصبحت أول امرأة مسلمة تلتحق بالجامعة الأميركية في بيروت عام 1924، بالإضافة إلى كونها أول امرأة تحصل على شهادة جامعية في عام 1929. ومع ذلك، فقد احتاجت إلى موافقة زوجها لمواصلة خطتها.  علاوة على ذلك، عادت إحسان إلى مصر وانخرطت بنشاط في الحركة النسائية مما أدى إلى تعيينها سكرتيرة لجمعية الاتحاد النسائي. 

## وصف موسع
عند وصولها إلى الجامعة الأمريكية في بيروت، اكتشفت الكوسي أن مستواها في اللغة الإنجليزية لم يكن متقدمًا بما يكفي لمتابعة الدورات، وذلك عندما قررت أن تبدأ تعليمها كمدقق حسابات. بحلول نهاية عامها الثاني، شجعت دودج رئيس الجامعة الأميركية في بيروت، في ذلك الوقت، الكوسي على التقدم لتصبح طالبة مسجلة بشكل منتظم. بعد أن نجحت في جميع امتحاناتها في "التربية" وهو التخصص الذي التحقت به، تخرجت بدرجة البكالوريوس عام 1929.
بعد حصولها على شهادتها، عادت إحسان إلى مصر وتم تعيينها على الفور مديرة لمدرسة سانيه الثانوية حيث مكثت لمدة عام. على مدى السنوات الثلاث التالية، كانت الكوسي ناظرة في مدرسة ابتدائية في الإسكندرية، وبعد ذلك تم استدعاؤها لإلقاء محاضرات حول الموضوعات الاجتماعية والتاريخ والتربية المدنية والأخلاق في مدارس ثانوية مختلفة لمدة ثماني سنوات أخرى.
في عام 1953، أصبحت إحسان عميدة المعهد العالي للخدمة الاجتماعية للبنات، وهو مؤسسة معايير جامعية. دفعها اهتمامها بالعمل الاجتماعي إلى ممارسة الأنشطة في مختلف مجالات الحياة المصرية. كما ساعدت في تأسيس وعمل في مجالس إدارة الاتحاد النسائي المصري، ورعاية الطفولة بالمعادى، ودار الأطفال الجانحين. شغل إحسان الكوسي منصب نائب رئيس جمعية خريجي الجامعة الأميركية في بيروت في ذلك الوقت. تؤثر إنجازاتها وأنشطتها المختلفة في العديد من مجالات الحياة اليومية المصرية. 

## الزواج والاطفال
إحسان الكوسي متزوجة من أحمد شاكر الذي رافقها من القاهرة إلى بيروت في متابعة التعليم. من غير المعروف ما إذا كان الزوجان لديهما أطفال.

## نجاحات
فتحت إحسان الكوسي الباب أمام العديد من الفتيات الأخريات لمتابعة أهدافهن والسير في مسار وظيفي مناسب دون الاعتماد على الرجال. حتى بعد تعليمها الشخصي واصلت العمل ودعم الفتيات والنساء الأخريات من خلال الانخراط في ووس وتأسيس منظمة الطالبات (مكتب الخدمة العالمية). في عوالم أخرى، أرادت مشاركة خبرتها التعليمية وقوتها مع جميع النساء وبسبب تعاونها، يتم تعليم العديد من الفتيات اليوم ويكافحن من أجل حقوقهن وينشطن الآن في المجالات التي يهيمن عليها الذكور.

## وجهات النظر الفلسفية و / أو السياسية
شاركت إحسان الكوسي في ثورة 1919 ضد الاحتلال البريطاني إلى جانب شقيقتها أمينة الكوزي.
بالإضافة إلى دورها السياسي، كانت إحسان ناشطة اجتماعيًا حيث كانت سكرتيرة في جمعية الاتحاد النسائي التي أنشأها هادي شعراوي. كما ناضلت من أجل تنمية المرأة والاعتراف بدورها في المجتمع. 

## الأعمال المنشورة
بعد أن أدركت أنه لا توجد كتب عربية عن فلسفة التعليم في مصر، استوحت إحسان تلخيص وترجمة كتاب جون ديوي "الديمقراطية والتعليم" إلى اللغة العربية. نُشر كتابها لاحقًا في يناير 1928. 
كما كتبت إحسان عدة كتب ومقالات من بينها "الرسالة" و "تطور الأسرة المصرية" و "مؤتمر التربية الدولي السابع" والتي صدرت في مايو 1936 وأغسطس 1941 ونوفمبر 1936 على التوالي. 
قامت إحسان الكوسي بترجمة أحد كتب "بروس بليفن" إلى اللغة العربية وأطلق عليه اسم "بناة"، حتى تتاح للعرب فرصة قراءة آخر الأخبار حول ما يحدث في الغرب فيما يتعلق بأسرار الكون والطبيعة. نُشرت نسختها لاحقًا في إحدى مكتبات مصر تسمى مكتبة النهضة المصرية، لكن تاريخ النشر غير معروف. 

## تعرُّف
إحسان أحمد الكوسي، كما ذكرنا سابقًا، مصرية مسلمة، معترف بها كأول مسلمة تخرجت من الجامعة الأمريكية في بيروت بعد حصولها على درجة البكالوريوس عام 1929. بعد ذلك، واصلت دراساتها العليا في لندن وبدأت بإلقاء محاضرات حول كيفية حصول المرأة على حقوقها الكاملة. كانت إحدى محاضراتها في الجامعة الأمريكية بالقاهرة، حيث كان الهدف الرئيسي هو تحسين وضع المرأة ؛ كانت هذه المحاضرة السبب الرئيسي الذي دفع المؤسسات المختلفة إلى مطالبة إحسان بإلقاء محاضرات حول حقوق المرأة. كما نشرت إحسان أحمد الكوسي مؤلفات مصورة بيعت في العديد من المكتبات.